# Digteren og Basunblæseren
Digteren og Basunblæseren er en dansk stumfilm fra 1916 med instruktion og manuskript af Lau Lauritzen Sr..

## Handling
Digteren Pengel og basunblæseren Pustervig er gode venner og bor side om side i hver deres lille beskedent indrettede kvistværelse. Da Pengel en dag foreviges i avisen med interview og portrætbillede med lånte møbler og dekorationer i baggrunden, øjner hans rige onkel ham og gribes af en stolthed, der gør ham aldeles gavmild. Han annoncerer sit besøg og foreslår et månedligt bidrag til den skabende ånd. Pustervig og Pengel får travlt, for hvordan skal de forvandle det lille kvistværelse til et hjem, der ligner antydningen i avisportrættet?

## Medvirkende
- Lauritz Olsen - Peter Pengel, digter
- Bertel Krause - Mads Pustervig, basunblæser
- Carl Schenstrøm
- Frederik Buch
- Olga Svendsen
- Agnes Andersen